# Marinha da Estônia

Insígnia Naval da Estônia.

Bandeira marítima da Estônia.

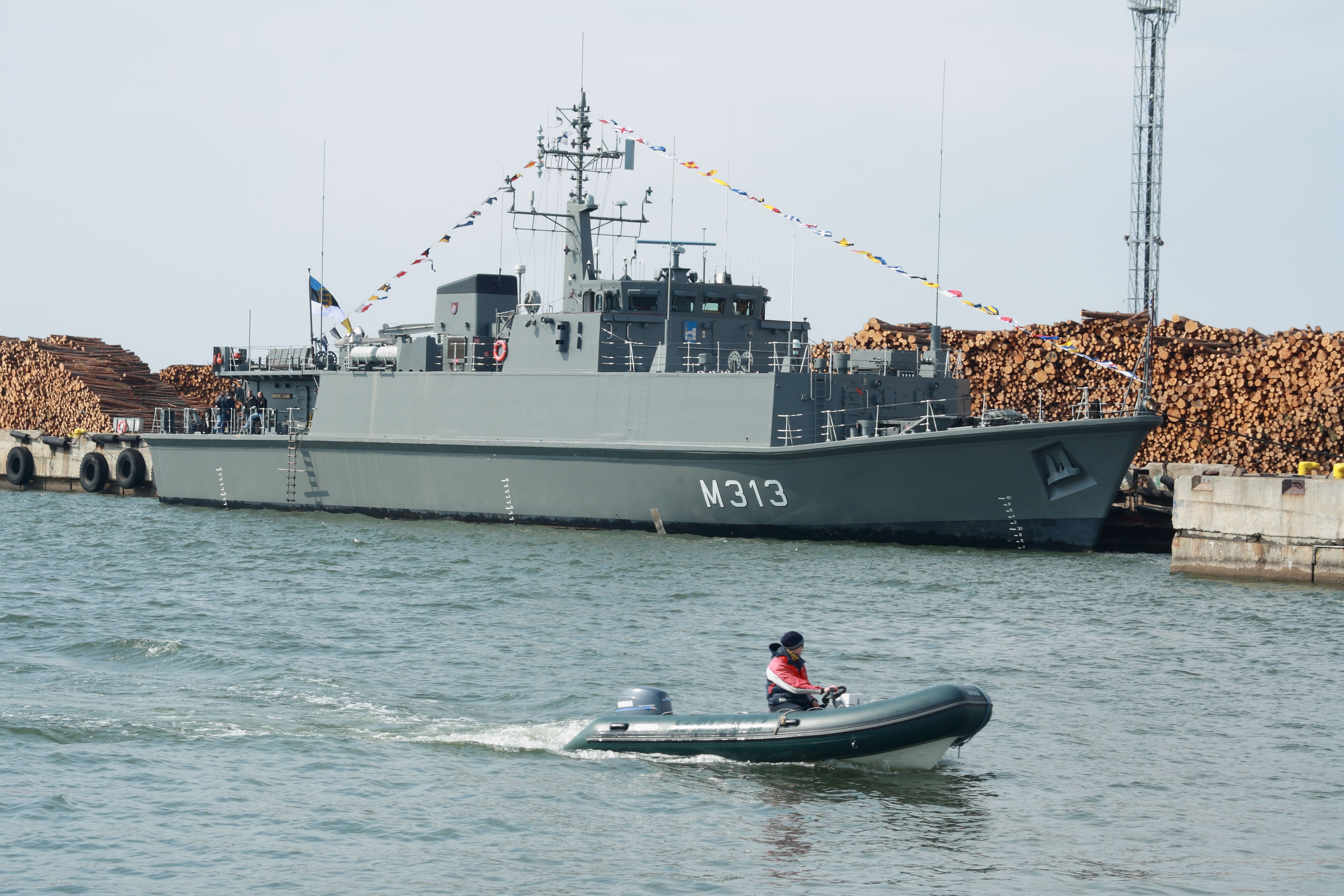
Um navio de guerra estoniano.

A Marinha da Estônia (em estoniano: Eesti Merevägi)é o ramo marítimo das Forças Armadas da Estônia. A marinha tem uma base naval em Miinisadam e opera uma divisão de draga-minas:
- EML Almirante Pitka - navio de comando e apoio, ex-dinamarquês Beskytteren, classe Hvidbjørnen modificada
- EML Tasuja - navio de mergulho naval e apoio, ex-dinamarquês Lindormen, classe Lindormen
- EML Ahti - escaler, ex-dinamarquês, classe Maagen
- EML Almirante Cowan - caça-minas, ex-britânico, classe Sandown, mais dois adicionais para serem entregues em 2008
- EML Sulev - caça-minas, ex-alemão, Tipo 331 classe Fulda
- EML Wambola - caça-minas, ex-alemão, Tipo 331 classe Fulda